# Polytrichadelphus bolivianus
Polytrichadelphus bolivianus är en bladmossart som beskrevs av Theodor Carl Karl Julius Herzog 1916. Polytrichadelphus bolivianus ingår i släktet Polytrichadelphus och familjen Polytrichaceae. Inga underarter finns listade i Catalogue of Life.